# 事業用自動車事故調査委員会
事業用自動車事故調査委員会（じぎょうようじどうしゃじこちょうさいいんかい）は、2014年6月24日に設立された交通事故総合分析センターを事務局とした事故調査機関。
事業用車両の事故分析を専門としており、自動車工学の専門家によって構成される。多数の死傷者が生じた事故を「特別重要調査」、その他の重大事故を「重要調査対象」と定義し、社会的影響が大きい事故調査のみを行い、事故の背景にある問題を解明することで質の高い再発防止策の提言を目的とする。

## 概要
2011年の統計では事業用車両の事故割合は交通事故全体の約7%であるが、死亡事故に繋がる割合が10%と高く、貨物自動車は走行距離1億キロ辺りの交通死亡事故件数が高いことが特徴である。また、2022年の統計では全体的な事故件数は減少しているが、重傷事故件数の割合が7%、死亡事故件数の割合が9%である。2021年までの5年間は貨物車輛の事故率は減少傾向にあるが、逆に黒ナンバー登録された軽貨物の事故率が6年連続で前年を上回っており、死者や重傷者を出す重大事故は2022年度は403件を記録し、最も少なかった2016年度に比べ事故率は37.1%、重大事故率は103%と大幅に増加しており 、大半が事業委託された個人事業主によるものである。この事態を重く見た所管する国土交通省は、2022年10月3日付で国土交通省自動車局安全政策課、貨物課、整備課連名により、全日本トラック協会など5団体に対し「事業用軽貨物自動車の事故防止に係る留意事項について」の通達が出されている。
多数の死傷者が発生する事業用車両の重大事故は背景として組織的、構造的問題があると疑われる事案が多いため、複合的な事故要因と客観的な事故再発防止策の提言が求められていた。
国の事故調査委員会からは独立しており、特別重要調査を年間3件程度、重要調査対象を年間20件程度選定し調査を行うほか、政府の要請を受けた場合にのみ独自で事故調査を開始する。なお、運輸安全委員会（JTSB）とは違い、法的な裏付が薄く情報取集に関し実効性が低いため、自動車運送事業者に対する聞き取り調査には運輸支局の監査官が同行することで担保されるが、事故の要因となる無理な運行指示など、荷主や旅行会社などへの調査は任意であるため、調査の実効性を高めることが求められる。